# Ali Gharbi
Ali Gharbi – tunezyjski zapaśnik walczący w obu stylach. Złoty i srebrny medalista igrzysk afrykańskich w 1978. Zdobył pięć medali na mistrzostwach Afryki w latach 1969–1982. Czwarty na igrzyskach śródziemnomorskich w 1979; szósty w 1975 i siódmy w 1983. Triumfator mistrzostw arabskich w 1979 i drugi w 1983. Czwarty w Pucharze Świata w 1981 i piąty w 1979 roku.